# 陈天石
陈天石（1985年6月—），男，汉族，江西南昌人，中华人民共和国政治人物。现任中国科学院计算技术研究所研究员，中科寒武纪科技股份有限公司董事长、总经理。第十四届全国政协委员。